# Hugo Kaun

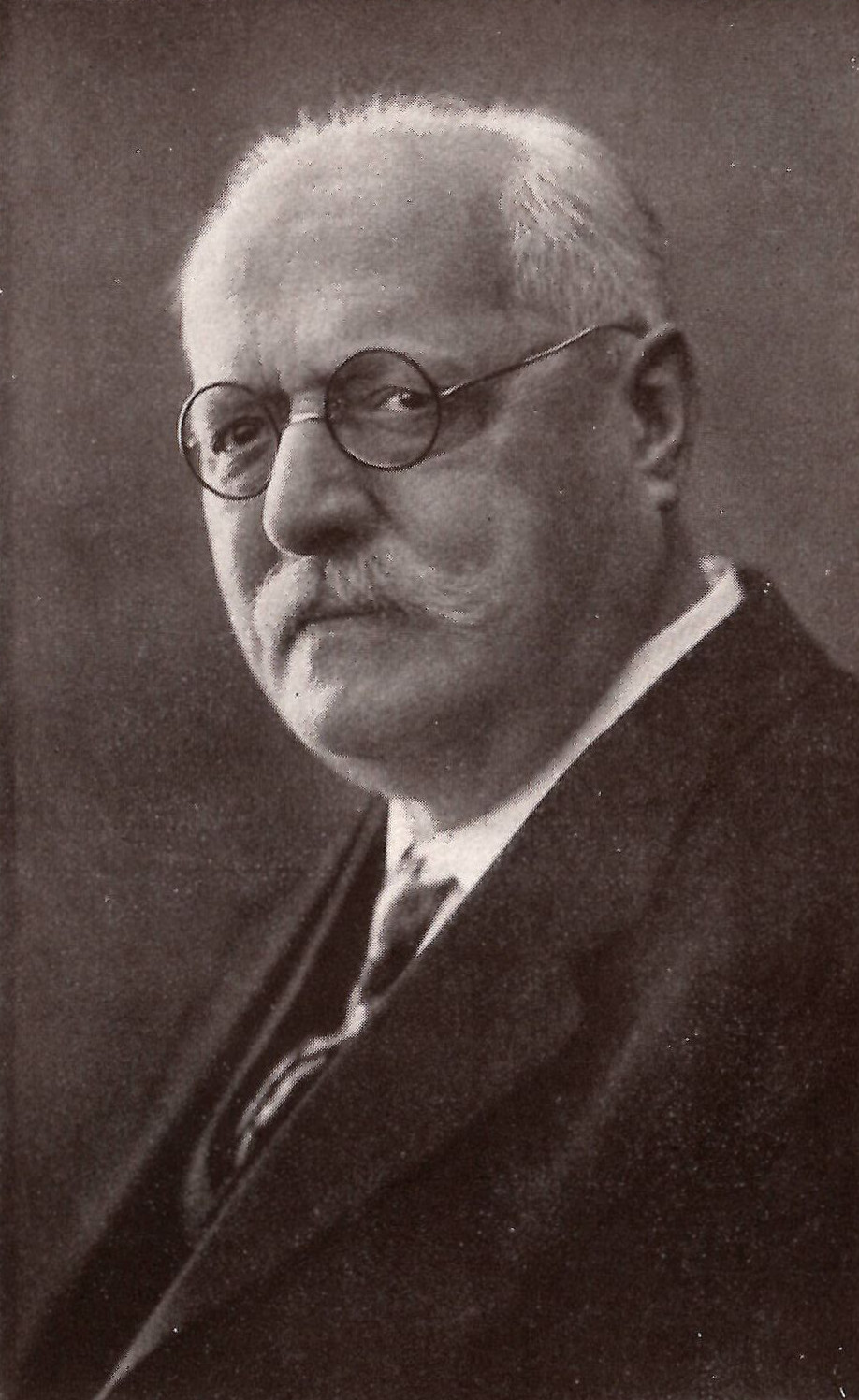
Hugo Kaun

Hugo Wilhelm Ludwig Kaun (* 21. März 1863 in Berlin; † 2. April 1932 ebenda) war ein deutscher Komponist, Dirigent und Musikpädagoge. Seine Werke genossen in Deutschland und Amerika höchste Wertschätzung.

## Leben
Sein Vater Johann Ludwig Kaun (1830–1886) war ein Textilfabrikant aus Konitz in Westpreußen. Seine Mutter Emma Albertine Wilhelmine war eine geborene Kräutlein (1841–1926). Aus Hugo Kauns Ehe mit Clara Friedrich (1865–1954) gingen fünf Kinder hervor: Bernhard, Martha, Margarethe, Maria und Ella. 
An die Schulzeit Hugo Kauns auf dem Berliner Andreas-Realgymnasium schloss sich 1876 das Studium der Musik an. Die erste musikalische Ausbildung erhielt er in seiner Heimatstadt Berlin, wo er Musik und Klavier bei Oskar Raif und ab 1879 Komposition bei Friedrich Kiel an der 1869 gegründeten Königlichen Hochschule für Musik studierte. Von der Hochschule wurde er wegen wiederholten Schwänzens des Unterrichts verwiesen. Danach leistete er seinen Militärdienst ab und gründete anschließend einen Musikalien-Verlag. 1887 reiste er in die Vereinigten Staaten von Amerika aus.
In Chicago studierte Kaun beim deutsch-amerikanischen Musiktheoretiker Bernhard Ziehn, bei dem auch Wilhelm Middelschulte sein Rüstzeug bekam. Später lehrte er, wie auch Middelschulte, am dortigen Konservatorium. Es folgten bis 1901 Tätigkeiten als Musikpädagoge, Dirigent und Komponist in Milwaukee, Wisconsin und anderen Orten sowie als Gründer und Dirigent des Milwaukee Liederkranz sowie als Leiter der Festtage des Nordwestlichen Sängerbundes. Unter dem Pseudonym Ferdinand Bold schrieb Kaun in wirtschaftlich schwierigen Zeiten auch gehobene Unterhaltungsmusik. Sein Freund Theodore Thomas, Gründer und Dirigent des Chicago Symphony Orchestra, sorgte in Amerika für die Aufführung seiner ersten Sinfonie. 

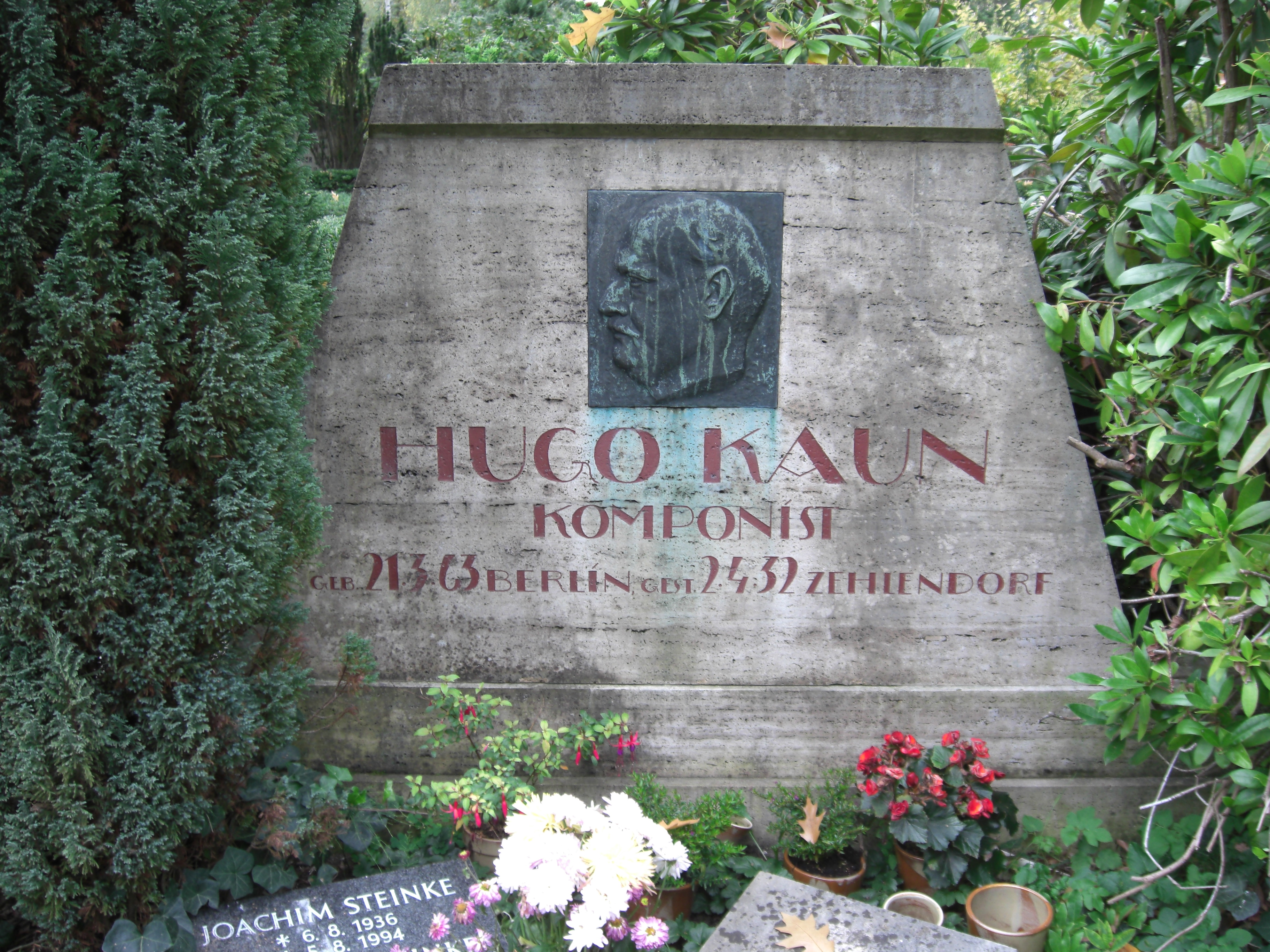
Das Grab von Hugo Kaun auf dem Friedhof Zehlendorf

Im Jahr 1900 kehrte er nach Berlin zurück und wohnte in der Schwerinstraße 25 (am 20. März 1937 in Kaunstraße umbenannt) in Zehlendorf. Die Familie folgte zwei Jahre später. Bis zu diesem Zeitpunkt hatte Kaun sein Opus 49 geschrieben. Nachdem er als Lehrer an die Königliche Akademie der Künste in Berlin aufgenommen worden war, wurde er 1912 zum Professor ernannt. Von 1922 bis 1932 wirkte Kaun als Lehrer für Komposition am Klindworth-Scharwenka-Konservatorium. Auch setzte er seine umfangreiche Lehrtätigkeit im privaten Rahmen fort. Kompositionsschüler von ihm waren Heinrich Kaminski, Hans Uldall, Walter Gronostay, Max Donisch, Franz R. Friedl, Walter Morse Rummel sowie sein jüngster Sohn Bernhard Kaun.
Hugo Kaun starb 1932 im Alter von 69 Jahren in Berlin. Er ist auf dem Friedhof Zehlendorf bestattet (Feld 017-524). Am Grabstein befindet sich ein Bronzerelief mit einem Porträt Kauns im Profil.

## Werk
Hugo Kaun gilt als moderner Spätromantiker, der sich und seine Musik als „deutsch“ empfand. Die zeitgenössischen Kritiker pflichteten ihm bei. In vielen seiner Werke wendete er die Harmonielehregrundsätze seines Lehrers Bernhard Ziehn, namentlich die symmetrische Umkehrung, konsequent an. Er selbst sah sich Max Reger und Hans Pfitzner nahestehend. Die Musik Arnold Schönbergs betrachtete er dagegen abfällig. 
Ab 1920 änderte sich Kauns Kompositionsstil deutlich; diese Spätwerke stellen eine Klang- und Stilsymbiose aus Wagnerscher Expressivität einerseits und Elementen des Impressionismus andererseits dar. Die Tatsache, dass Kauns Musik nach seinem Tode im Dritten Reich besonders oft gespielt wurde, ist allein dem unglücklichen Umstand zuzuschreiben, dass er mit Peter Raabe, dem späteren Leiter der Reichsmusikkammer und Widmungsträger seiner 2. Symphonie, gut befreundet war. So erklangen oft seine Werke, vor allem die Frauenchöre a cappella und Opern, auch noch bis Ende der 1930er Jahre. 
Eine intensive, musikwissenschaftliche Aufarbeitung des Gesamtwerkes von Kaun steht noch aus.

## Werke
- Harmonie- und Modulationslehre. Leipzig, Zimmermann, 1915; 1921 (2. Auflg.)
- Aus meinem Leben. Erlebtes und Erlauschtes Autobiographie. B.-Zehlendorf, Linos-Verlag, 1932. Neuauflage Hamburg 1999

## Musikeditionen

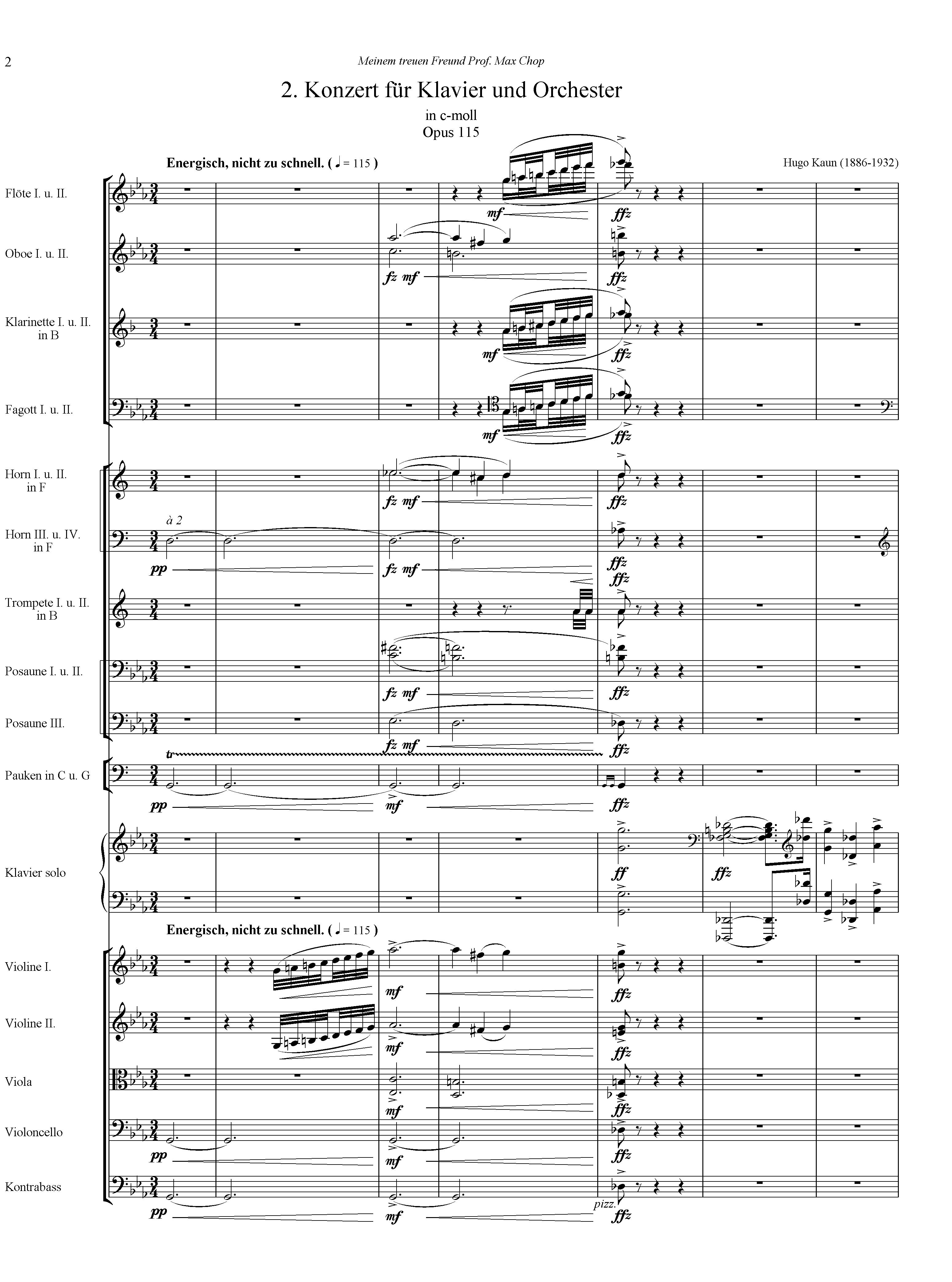
Hugo Kaun: 2. Klavierkonzert
(1. Seite)

- „Märkische Suite“ für Orchester op. 92
- Sinfonische Dichtung „Sir John Falstaff“ op. 60
- 1. Klavierkonzert es-Moll, op. 50
- 2. Klavierkonzert c-Moll op.115
- Oktett op. 34
- Sinfonie Nr. 3 in e-Moll op. 96
- „Vom deutschen Rhein“ (für Männerchor)
- Opern
  - „Sappho“ (1917)
  - „Der Fremde“ (1920)
  - „Menandra“ (1925)
  - „Der Pietist“ („Oliver Brown“)

Alle Werke Hugo Kauns sind im Hugo Kaun-Werkverzeichnis (HKW) katalogisiert.

## Ehrungen
- Ehrenmitglied der Sängerschaft Leopoldina Breslau
- Ehrenmitglied der Deutschen Sängerschaft
- Benennung der Kaunstraße in Berlin-Schlachtensee (1937)